# 黄思绵
黄思绵（英語：Ng Ser Miang，1949年4月6日—），新加坡企业家、外交官、体育官员。曾于1982年创立八达巴士公司（今SMRT巴士），曾担任新加坡职工总会平价合作社非执行主席和新加坡报业控股的董事会成员。
1990年起，黄思绵任新加坡奥林匹克理事会副主席。2009年起，任国际奥林匹克委员会副主席，并曾是2013年国际奥林匹克委员会主席候选人。

## 生平

### 早年
1949年，黄思绵出生于中国汕头，同年全家搬迁到新加坡。曾就读于实勤中学和德明政府中学。高中期间，曾担任童子军队长及总队长，并曾获得美国战地服务团奖学金到美国游学9个月。在美国期间，黄思绵开始接触并学习帆船运动。
高中毕业后，黄思绵到新加坡大学（现新加坡国立大学）学习工商管理，并于1971年以优异成绩毕业。大学期间的1969年，作为新加坡帆船队的一员参加东南亚半岛运动会，并获得银牌。大学毕业后，黄思绵服兵役。

### 商业相关
1973年，黄思绵进入崇侨银行任银行职员。三年后，黄思绵成为新加坡短程巴士公司（Singapore Shuttle Bus）总经理。1982年，创立八达巴士并任总经理。1993年，黄思绵获得年度新加坡杰出经理人称号。2001年，八达巴士被SMRT集团收购，并更名为SMRT巴士，黄思绵退休。
2005年，黄思绵出任新加坡最大的连锁超市新加坡职工总会平价合作社的非执行董事长。此外，黄思绵自2007年开始是新加坡报业控股，自2005年至2012年间是维信集团（WBL Corporation）的董事会成员。
在其职业生涯中，黄思绵曾在新加坡界担任过许多领导和咨询职务。1988年至1996年，担任新加坡汽车协会会长。1992年，成为新加坡国立大学研究生院工商专业教职研究员。1993年，成为中国商业信息咨询集团（China Business Information Advisory Group）贸易发展委员会成员以及南洋理工大学创业发展中心顾问委员会成员。

### 体育相关
黄思绵曾在多个帆船运动组织中担任要职，他曾在1900年代初担任新加坡游艇协会主席，并于1994年被选举为并随后担任4年国际帆船联合会副会长。
1991年到2002年间，黄思绵担任新加坡体育理事会主席期间，帮助启动了促进所有年龄段的新加坡人的体育运动的“终身体育”计划（Sports for Life programme），以及利用国家资源支持运动员参加竞技体育的“体育卓越”计划（Sports Excellence programme）。在黄思绵任职期间，新加坡政府为支持各项体育计划共斥资5亿新元。
1990年，黄思绵被选举为新加坡奧林匹克理事會副主席，这是他参与奥林匹克运动的开始。1993年，他成为新加坡奥林匹克学院的主席。他发起并担任“0812计划”的主席，该项目旨在为新加坡运动员提供高水平的训练和准备以期在2008年北京奥运会和2012年伦敦奥运会上赢得奖牌。通过他对“0812计划”的努力，新加坡在2008年北京奥运会上获得了建国48年来的第一枚奥运奖牌。
2005年，黄思绵在成为第一位入选国际奥林匹克委员会执行委员会的亚洲人，并担任了在新加坡举行的第117届国际奥委会会议组委会主席。他还曾在国际奥委会审计和财务委员会任职，并在2008年北京奥运会和2012年伦敦奥运会的协调委员会任职。2008年8月8日，黄思绵参加了2008年夏季奧林匹克運動會火炬接力活动中火炬在北京传递。
2009年，黄思绵被选为国际奥委会副主席。同年，吴先生出任在新加坡举办的第一届亚洲青年运动会组委会兼指导委员会主席。2010年，吴先生担任2010年新加坡青少年奥林匹克运动会组委会主席。2012年，他协助组织了让青年接触奥林匹克精神的年度活动“新加坡青年奥林匹克节”。黄思绵曾担任新加坡奥林匹克基金会主席。
2013年5月，黄思绵在巴黎索邦大学宣布参选国际奥委会下一任主席，但最终不敌托马斯·巴赫而落选。2014年，黄思绵被任命为西班牙巴伦西亚足球俱乐部基金会的主席。
2022年，原定以国际奥委会副主席身份出席2022年冬季残疾人奥林匹克运动会开幕式和闭幕式的黄思绵因确诊2019冠状病毒病不得不缺席相关活动。

### 其他职务
1995年，黄思绵和新加坡童军总会其他一些前成员组建新加坡童军公会，通过原先童子军的成功成为当前童子军的榜样。
2001年，新加坡中国工商联会（Network China）成立，黄思绵自该组织成立开始任主席，该组织旨在协助新加坡公司在中国建立联络网并寻找商机。2001年至2008年间，黄思绵还曾在亚太经济合作组织工商咨询理事会任职。
2001年，黄思绵出任新加坡非常驻挪威大使，并于2000年至2012年间担任非常驻匈牙利大使。在2002年至2005年间，黄思绵任官委议员。2005年，他被任命为新加坡太平绅士。

## 荣誉
1993年，黄思绵凭借其在八达巴士的工作而被评为新加坡年度杰出经理。1996年，获得国际奥委会颁发的百年奥运会奖杯（Centennial Olympic Games Trophy）。2006年，获得国际奥委会颁发的体育奖杯（Sports Trophy）和社区奖杯（Community Trophy）。2012年，时任新加坡非常驻匈牙利大使的黄思绵被授予匈牙利共和国功绩勋章。他还曾获美国体育学院颁发的杰出服务奖。

### 新加坡勋章奖章
- 公共服务星章（英语：Bintang Bakti Masyarakat）（1999年颁发[36]）
- 功绩奖章（2010年颁发[36]）

## 家庭
黄思绵的妻子Ko Ai Choo已经去世，两人有两个女儿和一个儿子。大女儿黄玄慧曾是新加坡帆船运动员。